# ロヴェンツェ・ナ・ポホリュ
ロヴェンツェ・ナ・ポホリュ(Lovrenc na Pohorju)は、スロベニアの市である。